# Willy Allemann
Willy Allemann (* 10. Juni 1942; † 2010) war ein Schweizer Fussballspieler.

## Karriere

### Vereine
Allemann spielte im Seniorenbereich von 1962 bis 1964 beim FC Moutier in der Nationalliga B, der seinerzeit zweithöchsten Spielklasse im Schweizer Fussball. In einem Teilnehmerfeld von 14 Mannschaften konnte der Verein die Spielklasse jeweils knapp halten.
Von 1964 bis 1966 spielte er in der Nationalliga A beim FC Grenchen. Für diesen bestritt er 49 Punktspiele, in denen er 14 Tore erzielte. Danach spielte er zwei Jahre lang erstklassig für den Grasshopper Club Zürich, mit dem er die reguläre Saison als Dritt- und die anschliessende Meisterrunde als Zweitplatzierter abschloss und in 44 Punktspielen vier Tore dazu beigetragen hatte.
Von 1968 bis 1971 wurde er in 67 Punktspielen des Ligakonkurrenten BSC Young Boys eingesetzt, in denen er 19 Tore erzielte. Zur Saison 1971/72 zum Ligakonkurrenten FC Luzern gewechselt, stieg er mit dem Verein am Saisonende in die Nationalliga B ab. Als Drittplatzierter – punktgleich mit dem Zweitplatzierten CS Chênois – hatte sein Verein im Entscheidungsspiel um den zweiten Aufstiegsplatz am 13. Juni 1973 mit 1:2 n. V. das Nachsehen. Nach einer weiteren Saison in der Nationalliga B, an dessen Ende der Aufstieg stand, verliess er den Verein und liess seine Spielerkarriere in der Saison 1974/75 in Ebikon beim dort ansässigen unterklassigen Verein ausklingen.

### Nationalmannschaft
Allemann bestritt sein einziges Länderspiel für die A-Nationalmannschaft, die am 18. Juni 1966 in Lausanne gegen die Nationalmannschaft Mexicos 1:1 unentschieden spielte.
Er gehörte zum Aufgebot für die vom 11. bis 30. Juli 1966 in England ausgetragene Weltmeisterschaft, wurde in den drei Spielen der Gruppe B jedoch nicht eingesetzt.

## Erfolge
- Zweiter Schweizer Meisterschaft 1968
- Meister Nationalliga B 1974

## Anmerkung / Einzelnachweise
1. ↑  Statistik nur für die Saison 1971/72.
2. ↑  Willy Allemann in der Datenbank von transfermarkt.de.
3. ↑  Willy Allemann in der Datenbank von weltfussball.de.
4. ↑  Schweiz – Mexiko 1:1. In: football.ch. 19. Juni 1966.
5. ↑  Copa do Mundo da FIFA. Suiça. FIFA, 18. Juni 2010, archiviert vom Original (nicht mehr online verfügbar) am 18. Juni 2010; abgerufen am 18. Juni 2023.

| Personendaten    | Personendaten                   |
| ---------------- | ------------------------------- |
| NAME             | Allemann, Willy                 |
| ALTERNATIVNAMEN  | Allemann, Wilhelm (Geburtsname) |
| KURZBESCHREIBUNG | Schweizer Fussballspieler       |
| GEBURTSDATUM     | 10. Juni 1942                   |
| STERBEDATUM      | 2010                            |